# Babacar Dione (judoka)
Babacar Dione (ur. 4 października 1961) – senegalski judoka. Olimpijczyk z Seulu 1988, gdzie zajął 33. miejsce w wadze lekkiej.

## Letnie Igrzyska Olimpijskie 1988
| Konkurencja | Eliminacje              | Klas. końcowa |
| Konkurencja | Przeciwnik 1            | Miejsce       |
| ----------- | ----------------------- | ------------- |
| 71 kg       | Bertalan Hajtós (HUN) P | 33.           |